# Blanka
Blanka (ブランカ) is een speelbaar personage uit de Capcoms-reeks gevechtsspellen van Street Fighter. Dit personage kwam voor het eerst voor in het spel Street Fighter II: The World Warrior. Blanka wordt afgeschilderd als een woeste wilde, met een groene huid en lang oranje haar, waardoor hij meer lijkt op een monster dan op een mens.

## Voorkomen
Het meest zichtbare karakteristieke kenmerk van Blanka is zijn groene kleur. Zijn in-game verhaallijn stelt dat hij ooit erg bleek was en plaatselijk bekendstond als de Homem Branco (witte man).Hij paste zijn naam Blanka aan aan de term Branco. Zijn groene huidskleur in de games wordt toegeschreven aan zijn constante gebruik van chlorofyl van planten, waardoor een kleurverandering uiteindelijk permanent wordt. Blanka's autodidacte stijl van vechten in de spellen wordt omschreven als 'wild', al geeft de handleiding van het spel Street Fighter II zijn vechtstijl aan als Capoeira.
Terwijl Blanka's in-combat geluiden uitsluitend beperkt zijn tot woest geschreeuw en gegrom, zijn deze in een aantal herhalingen van de serie vertaald in echte woorden. In Street Fighter IV, spreekt Blanka regelmatig.

## Achtergrond
Blanka's eerste verschijning in de serie Street Fighter was in Street Fighter II. Aan het einde ervan wordt hij herenigd met zijn moeder Samantha, die hem herkent aan het enkelbandje dat hij draagt. Ze onthult dat Blanka ooit bekendstond als Jimmy, voordat hij als kleine jongen bij een vliegtuigongeluk betrokken raakte. Sinds die crash was hij gescheiden van zijn moeder en werd door lokale dorpsbewoners in de jungle opgevoed. 
Volgens sommige bronnen kreeg Blanka zijn elektrische eigenschappen door een intense elektrische storm op het moment van de vliegtuigcrash. Volgens de handleiding van de SNES-versie van Street Fighter II ontwikkelde hij deze eigenschappen door gebruik te maken van elektrische palen.
In Street Fighter Alpha 3, is zijn karakterontwerp veranderd om hem er minder woest uit te laten zien. Zijn in-game verhaal, net als die van de andere personages in de serie, fungeert als voorloper van de gebeurtenissen van Street Fighter II. Het spel vertelt hoe Blanka op de vrachtwagen van een stroper een meloen at en voor de eerste keer naar de beschaving reisde. Bij het spelen van het spel in de figuur van Blanka strijdt de speler uiteindelijk tegen Dan Hibiki als een van Blanka's mid-bazen. Door de in-game dialoog ontdekken de twee dat ze elkaar kennen en dat Blanka ooit Dans leven gered heeft. Blanka strijdt tegen Zangief, zijn tweede mid-baas, en voorkomt daarmee onbewust dat Zangief wilde helpen om de Shadaloo criminele organisatie te vernietigen. Hij neemt het dan op tegen Shadaloo-lid Balrog en wordt met M. Bison confronteerd. Nadat Bison is verslagen, werken Blanka, Dan en Sakura samen en vernietigen Bisons psycho-station wapen.
Blanka verschijnt ook in Street Fighter IV, waarin hij bij zijn moeder in de stad woont. Hij voelt zich echter niet op zijn plaats onder de lokale bevolking. Blanka beschouwt zich als een schande voor zijn moeder en besluit om de wereld rond te reizen. In het spel raakt hij daarbij verwikkeld in allerlei gebeurtenissen. Later blijkt dat zijn moeder zich niet voor hem schaamde en nog net zo veel van hem houdt als voorheen.

## Aanvallen
Bij de meeste van zijn speciale moves rolt Blanka zich op als een bal en lanceert zichzelf op zijn tegenstander. Er zijn verschillende varianten van deze aanval, waarbij Blanka recht naar voren, omhoog, langs de grond of in een boog raast. Blanka's Super Combo's in Super Street Fighter II Turbo is de "Ground Shave Rolling", wat een verbeterde versie is van de grond-roll aanval. In Street Fighter EX2 en Street Fighter IV heeft hij een elektrische versie van deze beweging.
Blanka's bekendste techniek is zijn "elektriciteit" aanval. Blanka hurkt en stoot een elektrische stroom uit zijn lichaam, welke zijn tegenstander een schok toebrengt als hij hem aanraakt terwijl die stroom nog actief is. In latere games zal Blanka ook een glijdende aanval, de Amazon River Run, toebedeeld krijgen onder de aanduiding 'projectiel' aanvallen.

## Citaten
- "Seeing you in action is a joke!"
- "Now you realize the powers I possess!"
- "You'll never survive in a jungle!"

## Trivia
- In de speelfilm Street Fighter is Blanka samengevoegd met het karakter Charlie Nash tot één personage genaamd "Carlos Blanka".

Abel · 
Adon · 
Akuma · 
Alex · 
Balrog · 
Birdie · 
Blanka · 
Cammy · 
Charlie · 
Chun-Li · 
Cody · 
Crimson Viper · 
Dan · 
Dee Jay · 
Dhalsim · 
De Dolls · 
Dudley · 
Eagle · 
E. Honda · 
Elena · 
El Fuerte · 
Fei Long · 
Gen · 
Gill · 
Gouken · 
Guile · 
Guy · 
Hakan · 
Hugo · 
Ibuki · 
Ingrid · 
Juri · 
Karin · 
Ken · 
M. Bison · 
Makoto · 
Necro · 
Oni · 
Oro · 
Poison · 
R. Mika · 
Remy · 
Rolento · 
Rose · 
Rufus · 
Ryu · 
Sagat · 
Sakura · 
Sean · 
Seth · 
T. Hawk · 
Twelve · 
Urien · 
Vega · 
Yang · 
Yun · 
Zangief